# Piet de Zwarte
Pieter Karel de Zwarte, detto Piet (Renkum, 16 febbraio 1948), è un ex pallanuotista olandese, vincitore di una medaglia di bronzo alle olimpiadi di Montréal 1976.